# Союзкино
Госуда́рственное всесою́зное кинофотообъедине́ние «Союзкино́» — общесоюзное объединение при ВСНХ СССР по производству кинокартин, их прокату и эксплуатации, а также кино- и фотоаппаратуры, фотокинопринадлежностей и материалов (1930—1933).

## История
8 февраля 1930 года на заседании президиума Кинокомитета при СНК СССР был рассмотрен вопрос «Об объединении кинопромышленности», было принято решение о необходимости создания в стране общесоюзного объединения по кинофотопромышленности. Постановлением СНК СССР от 13 февраля 1930 года было создано Государственное всесоюзное кинофотообъединение «Союзкино» при ВСНХ СССР. Согласно этому постановлению в объединении должно было быть «сосредоточено всё производство кинофотоаппаратуры (съёмочной, проекционной, осветительной и пр.), фотокинопринадлежностей и материалов (плёнок, пластинок, бумаги, фотохимикалий и пр.), а также всё дело производства кинокартин, их проката и эксплоатации».
Устав «Союзкино» был утверждён Президиумом ВСНХ 21 мая 1930 года. Первоначально в состав «Союзкино» вошли всесоюзные тресты по производству и прокату кинокартин и эксплуатации кинотеатров («Украинфильм», «Грузкино», «Азеркино», «Арменкино», «Белгоскино», «Узбеккино», «Туркменкино», «Таджиккино», «Востоккино»), непосредственно подчинённые правлению «Союзкино» фабрики по производству кинофильмов (1-я Московская, 3-я Московская, фабрика звуковых фильмов в Москве и Ленинградская кинофабрика), а также Всесоюзный фотокинохимический трест (ФОКХТ) по производству киноплёнки, фотопластинок и фотобумаги и Всесоюзный трест оптико-механической промышленности (ВТОМП) по производству фото- и киноаппаратуры. Было создано 15 областных отделений «Союзкино», объединение имело агентства и представительства во многих городах СССР. В состав объединения вошли Научно-исследовательский институт кинофотопромышленности (НИКФИ) и учебные заведения (ГИК, Ленинградский кинофототехникум и др.). Кинокомпания «Совкино» была ликвидирована, её производственные мощности и персонал перешли в состав «Союзкино». Кинокомпания «Межрабпомфильм» не вошла в состав всесоюзного объединения.

## Работа объединения
Идеологическое руководство производством кинокартин осуществлялось совместно народными комиссариатами просвещения союзных республик по месту нахождения производства картины и правлением «Союзкино». В совет объединения входили представители союзных и автономных республик.
Правление объединение состояло из 7 человек: М. Н. Рютин (председатель); К. М. Шведчиков (заместитель председателя); В. А. Сутырин, Н. Я. Гринфельд, Н. Г. Алмазов, Я. Я. Козак, И. Г. Воробьёв (члены правления). 
25—31 августа 1930 года прошла первая Всесоюзная производственно-техническая конференция «Союзкино» по звуковому кино. Было принято решение о формировании производства звуковых фильмов.
В октябре 1930 года М. Н. Рютин был обвинён во вредительстве, исключён из партии и освобождён от занимаемой должности. В ноябре 1930 года президиум ВСНХ СССР назначил председателем правления «Союзкино» Б. З. Шумяцкого. Был изменён и состав членов правления объединения. В него вошли: К. М. Шведчиков и Ю. М. Лисс (заместители председателя); Н. Я. Гринфельд, А. Я. Груз, И. Г. Воробьёв, Н. Ф. Салтыков, В. А. Сутырин (члены правления).
17 ноября 1930 года в газете «Кино» была опубликована статья, в которой отмечалось, что «аппараты киноорганизаций (в особенности Союзкино) не справляются с поставленными перед ними задачами, засорены чуждыми элементами, имеют слабую партийную и рабочую прослойку и оторваны от общественности». В ноябре 1930 года в «Союзкино» были созданы аттестационные комиссии и проведена чистка работников аппарата по идеологическому принципу.
В декабре 1930 года по настоянию военного ведомства трест ВТОМП был выведен из состава «Союзкино», за объединением остались лишь функции по ремонту запасных частей и мелкого кинофотооборудования. 
В соответствии с директивными указаниями ЦК ВКП(б) проводилась реорганизация «Союзкино», периодически менялась структура объединения. В июле 1931 года в составе объединения была организована Всесоюзная фабрика кинохроники «Союзкинохроника», в октябре — Управление кинофикации СССР, в декабре — трест по производству учебных и технических фильмов «Техфильм»; в 1932 году — трест по производству художественных кинокартин, выполняющий художественные кинозаказы по линии РСФСР, «Росфильм» и трест по производству киноаппаратов и запасных частей «Киномехпром».
Кинофабриками «Союзкино» за 1931 год выпущено 75 художественных и политикопросветительных полнометражных картин, в том числе 23 звуковых фильма («Златые горы», «Снайпер», «Для вас найдётся работа», «Шторм», «Рядом с нами», «Одна», «Пасифик» и др.).
В январе 1932 года «Союзкино» было переподчинено Наркомату лёгкой промышленности СССР. В феврале 1932 года совещание, созванное коллегией Наркомлегпрома СССР, утвердило разработанную систему реорганизации «Союзкино». В состав реорганизуемого ведомства вошли тресты, объединяющие киномеханическую и химическую промышленность, трест капитально-промышленного строительства, тресты «Техфильм» и «Союзкинохроника», тресты общесоюзного значения по производству художественных фильмов («Росфильм», «Украинфильм» и «Востоккино»), союзные кинофабрики на правах трестов, а также государственные тресты по продвижению фильмов и строительству кинотеатров. В состав правления вошёл В. Ф. Плетнёв.
В начале 1933 года «Союзкино» было преобразовано в Главное управление кинофотопромышленности при СНК СССР.